# Liste der Baudenkmale in Jameln
In der Liste der Baudenkmale in Jameln  sind alle Baudenkmale der niedersächsischen Gemeinde Jameln  aufgelistet. Die Quelle der Baudenkmale, der ID`s und der Beschreibungen ist der Denkmalatlas Niedersachsen. Der Stand der Liste ist der 3. November 2021.

## Allgemein
In den Spalten befinden sich folgende Informationen:
- Lage: die Adresse des Baudenkmales und die geographischen Koordinaten. Kartenansicht, um Koordinaten zu setzen. In der Kartenansicht sind Baudenkmale ohne Koordinaten mit einem roten Marker dargestellt und können in der Karte gesetzt werden. Baudenkmale ohne Bild sind mit einem blauen Marker gekennzeichnet, Baudenkmale mit Bild mit einem grünen Marker.
- Bezeichnung: Bezeichnung des Baudenkmales
- Beschreibung: die Beschreibung des Baudenkmales. Unter § 3 Abs. 2 NDSchG werden Einzeldenkmale und unter § 3 Abs. 3 NDSchG Gruppen baulicher Anlagen und deren Bestandteile ausgewiesen.
- ID: die Objekt-ID des Baudenkmales
- Bild: ein Bild des Baudenkmales, ggf. zusätzlich mit einem Link zu weiteren Fotos des Baudenkmals im Medienarchiv Wikimedia Commons. Wenn man auf das Kamerasymbol klickt, können Fotos zu Baudenkmalen aus dieser Liste hochgeladen werden:

## Jameln
Jameln liegt etwa sieben Kilometer südlich Dannenbergs. Im Westen des Ortes liegt die B 248, östlich des Ortes befindet sich die ehemalige Bahnstrecke Salzwedel–Dannenberg. Die Rundlingsstruktur ist noch gut erhalten, allerdings sind dort nur noch fünf Hallenhäuser vorhanden.

### Gruppen baulicher Anlagen in Jameln
| Lage                                        | Bezeichnung                         | Beschreibung | ID       | Bild           |
| ------------------------------------------- | ----------------------------------- | --- | -------- | -------------- |
| 53° 2′ 25″ N, 11° 4′ 37″ O                  | Rundlingsdorf                       | Am südlichen Ortseingang von Jameln liegt eine ehemalige Brinksitzerstelle. Dieses kleine Hallenhaus (Bahnhofstraße 1) wurde im Jahr 1719 erbaut, die zugehörige Scheune 1791. Sie ist heute zu Wohnzwecken umgebaut (Rundling 13).                                        | 30826981 |                |
| Jamelner Bahnhof 53° 2′ 21″ N, 11° 4′ 59″ O | Bahnhof (Baukomplex)                | Der Jamelner Bahnhof im Südosten des Dorfes ist die am vollständigsten erhaltene Anlage der Strecke Bahnstrecke Salzwedel–Dannenberg. Diese Strecke wurde 1911 eröffnet und 1975 stillgelegt. Erhalten sind das ehemalige Empfangsgebäude von 1911 sowie ein Nebengebäude. | 30827033 |                |
| Bergstraße 19 53° 2′ 32″ N, 11° 4′ 37″ O    | Hofanlage                           | Massives Wohn-/Wirtschaftsgebäude von 1867 und ein älteres Fachwerkscheune von 1826. | 30827001 | BW             |
| 53° 2′ 44″ N, 11° 5′ 42″ O                  | Baudenkmalgruppe Wassermühle Jameln | Das ehemalige Mühlengebäude liegt im Nordosten des Dorfkerns am aufgestauten Breselenzer Bach. Die 1450 erstmals erwähnte Mühle ist heute ein großer Fachwerkbau des 19. Jahrhunderts, der mehrfach erweitert wurde.                                                       | 30827022 | Weitere Bilder |

### Einzeldenkmale in Jameln
| Lage                                        | Bezeichnung                     | Beschreibung | ID       | Bild |
| ------------------------------------------- | ------------------------------- | --- | -------- | ---- |
| Bahnhofstraße 1 53° 2′ 25″ N, 11° 4′ 37″ O  | Wohn- und Wirtschaftsgebäude    | Zweiständerhaus in Fachwerk mit Backsteinausfachung unter Satteldach in Reetdeckung mit Halbwalm am Wohnende. Errichtet 1719 (i). Umbauphase des Wohnteils mit Schwibbogenherd um 1800. | 30852267 |      |
| Bahnhofstraße 19 53° 2′ 21″ N, 11° 4′ 59″ O | Bahnhof Jameln, Empfangsgebäude | Zweigeschossiger Bau, teils massiv, teils Fachwerk unter hohem Mansardwalmdach; giebelseitig Güterschuppen und Wartehalle angebaut. Errichtet 1911 mit Eröffnung der Strecke Dannenberg/West - Lüchow. | 30852149 | BW   |
| Bahnhofstraße 19 53° 2′ 21″ N, 11° 4′ 58″ O | Nebengebäude                    | Kleiner Backsteinbau mit verputztem Drempel unter hohlpfannengedecktem Satteldach, Eckrisalite mit quergestelltem Satteldach. Errichtet wohl 1911. | 39496467 | BW   |
| Bergstraße 19 53° 2′ 32″ N, 11° 4′ 37″ O    | Wohn- und Wirtschaftsgebäude    | Großes Hallenhaus nach Art des Vierständerhauses in Backsteinmauerwerk und unter Satteldach in Hohlpfannendeckung; Wohnende zweigeschossig bei gleicher First- aber ungleicher Traufhöhe. Errichtet 1867 (i). | 30853013 | BW   |
| Bergstraße 19 53° 2′ 31″ N, 11° 4′ 36″ O    | Scheune                         | Fachwerkbau mit Ausfachung in Lehmschlag und unter Halbwalmdach; ausmittige Längsdurchfahrt. Errichtet 1826 (i). | 30853032 | BW   |
| Hauptstraße 10 53° 2′ 26″ N, 11° 4′ 30″ O   | Gaststätte                      | Zweigeschossiger Fachwerkbau mit geschlämmter Kalksandsteinausfachung in Ecklage unter Satteldach in Zementplattendeckung. Eingeschossige Anbauten in beiden Straßenfluchten. Errichtet Ende des 19. Jahrhunderts. | 30852307 | BW   |
| Hauptstraße 13 53° 2′ 24″ N, 11° 4′ 33″ O   | Wohn-/Wirtschaftsgebäude        | Großes Vierständerhaus in Fachwerk mit Backsteinausfachung und unter Satteldach in Hohlpfannendeckung; Halbwalm am zweigeschossigen Wohnende. Errichtet 1857 (i). | 30852288 | BW   |
| Mühle 17 53° 2′ 45″ N, 11° 5′ 45″ O         | Wassermühle, Mühlengebäude      | Eine Wassermühle wird hier am Breselenzer Bach rund einen Kilometer östlich von Jameln bereits 1450 bezeugt. Das heutige (ehemalige) Mühlengebäude ist ein zweigeschossiger Ziegelfachwerkbau mit Backsteinausfachung unter Satteldach in Hohlpfannendeckung; traufseitiger Mühlenanbau. Errichtet in der Mitte des 19. Jahrhunderts.,jedoch mehrfach erweitert. | 30853632 |      |
| Mühle 17 53° 2′ 44″ N, 11° 5′ 40″ O         | Mühlenteich                     | Der Mühlenteich ist der aufgestaute Breselenzer Bach östlich des Mühlengebäudes. | 30852941 | BW   |
| Rundling 2 53° 2′ 27″ N, 11° 4′ 35″ O       | Wohn-/Wirtschaftsgebäude        | Zum Dorfplatz giebelständiges Vierständerhaus in Fachwerk mit Backsteinausfachung und unter Satteldach in Ziegeldeckung; Krüppelwalm am Wohnende. Errichtet 1891 (i). | 30889799 |      |
| Rundling 4 53° 2′ 29″ N, 11° 4′ 38″ O       | Wohn-/Wirtschaftsgebäude        | Zweiständerhaus in Fachwerk mit Backsteinausfachung und unter Satteldach in Reetdeckung; Halbwalm am Wohnende. Wegen der skurrilen Inschrift „kostet 100 Daler“ wird es das 100-Taler-Haus genannt. Errichtet 1681 (i, d). | 30852910 |      |
| Rundling 11 53° 2′ 26″ N, 11° 4′ 37″ O      | Wohn- und Wirtschaftsgebäude    | Besonders altes Zweiständerhaus, mit Backsteinausfachung; unter Satteldach, von dem zumindest noch der Wirtschaftsgiebel erhalten ist (sonst verändert/massiviert). Als Baujahr wird in der Inschrift 1611 genannt, darin einzelne Balken des Vorgängerbaus von 1464 (d) erhalten. Derzeit ältestes bekanntes Hallenhaus des Landkreises.                        | 30852861 |      |
| Rundling 13 53° 2′ 26″ N, 11° 4′ 37″ O      | Scheune                         | Zum Dorfplatz des Rundlings giebelständiger Dreiständerbau mit Backsteinausfachungen unter Satteldach in Reetdeckung. Errichtet 1791 (i). | 30852840 |      |

### Ehemalige Denkmale in Jameln
| Lage                                   | Bezeichnung | Beschreibung | ID | Bild |
| -------------------------------------- | ----------- | ------------ | -- | ---- |
| Rundling 11 53° 2′ 26″ N, 11° 4′ 43″ O | Altenteiler |              |    | BW   |
| Rundling 11 53° 2′ 25″ N, 11° 4′ 42″ O | Stall       |              |    | BW   |

## Breese im Bruche

### Gruppen baulicher Anlagen in Breese im Bruche
| Lage                                                      | Bezeichnung                                      | Beschreibung | ID       | Bild |
| --------------------------------------------------------- | ------------------------------------------------ | --- | -------- | ---- |
| Nr. 5, 6, 7, 8 53° 3′ 6″ N, 11° 5′ 21″ O                  | Rundling                                         | Bestehend aus den vier erhaltenen Hofanlagen westlich und südlich des Dorfplatzes, deren zum Dorfplatz giebelständige Hallenhäuser die ehemalige Rundlingsstruktur zeigen. Die Gebäude stammen aus dem 18. und 19. Jahrhundert.                        | 30827043 |      |
| Breese im Bruche Nr. 21 und 22 53° 3′ 12″ N, 11° 5′ 29″ O | Siedlungskern (Ortskern)                         | Die beiden Wohnhäuser nordöstlich des Dorfplatzes sind das ehemalige Pfarr- und Schulhaus. | 30827053 |      |
| Nr. 24 53° 3′ 13″ N, 11° 5′ 18″ O                         | ehem. Gut der Grafen Grote, Gutshof (Baukomplex) | Die Gutsanlage der Familie von Grote besteht aus dem erhaltenen Flügel des Gutshauses, dem großen Gutspark, der 1592 errichteten Gutskapelle der Familie, dem diese umgebenden Friedhof und dem Familienmausoleum aus dem beginnenden 19. Jahrhundert. | 30827064 | BW   |

### Einzeldenkmale in Breese im Bruche
| Lage                                               | Bezeichnung                         | Beschreibung | ID       | Bild           |
| -------------------------------------------------- | ----------------------------------- | --- | -------- | -------------- |
| Breese im Bruche Nr. 12 53° 3′ 6″ N, 11° 5′ 28″ O  | Wohn-/Wirtschaftsgebäude            | Bescheidenes Querdielenhaus in Fachwerk mit Backsteinausfachung und unter Halbwalmdach in Hohlpfannendeckung. Errichtet in der Mitte des 19. Jahrhunderts. | 30853451 |                |
| Breese im Bruche Nr. 5 53° 3′ 7″ N, 11° 5′ 23″ O   | Wohn-/Wirtschaftsgebäude            | Zum Dorfplatz giebelständiges Zweiständerhaus in Fachwerk mit Backsteinausfachung und unter Satteldach in Reetdeckung; Halbwalm am Wohnende. Errichtet 1708 (i). | 30852246 |                |
| Breese im Bruche Nr. 5 53° 3′ 5″ N, 11° 5′ 23″ O   | Scheune                             | Fachwerkbau nach Art des Vierständerhauses und unter Satteldach in Reetdeckung; teils Lehmstakung, teils Backsteinausfachung. Errichtet Anfang des 19. Jahrhunderts. | 30853511 |                |
| Breese im Bruche Nr. 6 53° 3′ 7″ N, 11° 5′ 23″ O   | Wohn-/Wirtschaftsgebäude            | Zum Dorfplatz giebelständiges Vierständerhaus in Fachwerk mit Backsteinausfachung; unter Satteldach; Halbwalm am Wohngiebel; vollständig zu Wohnzwecken ausgebaut. Errichtet 1823 (i). | 30853490 |                |
| Breese im Bruche Nr. 8 53° 3′ 9″ N, 11° 5′ 24″ O   | Wohn- und Wirtschaftsgebäude        | Zum Dorfplatz giebelständiges Dreiständerhaus in Fachwerk mit Backsteinausfachung; unter Satteldach; Halbwalm am Wohngiebel. Errichtet 1750 (i). | 30853469 |                |
| Breese im Bruche Nr. 21 53° 3′ 10″ N, 11° 5′ 27″ O | Wohnhaus                            | Traufständige eingeschossiger Fachwerkbau mit Backsteinausfachung; unter Halbwalmdach; Schleppgaube mit Ladeluke in der straßenseitigen Dachfläche; ursprünglich das Pfarrhaus von Breese im Bruche. Errichtet Ende des 18. Jahrhunderts. | 30853430 |                |
| Breese im Bruche Nr. 22 53° 3′ 12″ N, 11° 5′ 27″ O | Wohnhaus                            | Traufständiger eingeschossiger Fachwerkbau unter Halbwalmdach in Hohlpfannendeckung; ursprünglich als Schule von Breese im Bruche genutzt. Errichtet Ende des 19. Jahrhunderts. | 30853312 |                |
| Breese im Bruche Nr. 24 53° 3′ 13″ N, 11° 5′ 21″ O | Gutshaus                            | Rest einer ehemals dreiflügeligen Schlossanlage aus dem 18. Jh. Im frühen 19. Jh. wurde die Anlage bei einem Brand so stark beschädigt, dass sie weitgehend abgetragen werden musste. Das verbliebene „Herrenhaus“ ist ein zweigeschossiger Seitenflügel dieses Schlosses; es wurde 1959 noch einmal umgebaut. Aktuell wird das Gebäude innen und demnächst auch außen renoviert. | 30853595 |                |
| 53° 3′ 13″ N, 11° 5′ 18″ O                         | Park                                | Der Park des Gutes, bestehend aus zum Teil sehr altem Baumbestand (u.a. Linden, die älter als 200 Jahre sind). | 30853614 | BW             |
| Gutshof, Nr. 24 53° 3′ 13″ N, 11° 5′ 28″ O         | Gutskapelle (Bauwerk)               | Die Gutskapelle Breese im Bruche ist ein rechteckiger Backsteinbau mit Pilastergliederung der Giebel unter Satteldach in Hohlpfannendeckung mit Dachreiter aus Fachwerk unter Pyramiddach in Schieferdeckung. Im Inneren hölzernes, ganz mit Malerei bedecktes Tonnengewölbe. Barocker Kanzelaltar und diverse Epitaphien der Stifterfamilie Grote. Nach Osten Bibliothek im Fachwerkanbau mit Backsteinausfachung unter Satteldach. Nach Norden massiver Anbau der Familiengruft. Errichtet 1592(i). Der Kanzelaltar wurde 1717 hinzugefügt. | 30853574 |                |
| Gutshof, Nr. 24 53° 3′ 14″ N, 11° 5′ 27″ O         | Mausoleum                           | Verputzter Backsteinbau über quadratischem Grundriss unter flach geneigtem Satteldach in schwarz glasierter Hohlpfannendeckung. Im Giebeldreieck Sandsteinwappen der Grafen Grote, darunter vierteilige klappbare Eingangstür. Errichtet 1830(i). Heute verwahrlost/überwuchert. Die (unvollständige) Inschrift über dem Eingang lautet „Vollendung führt zur Unsterblichkeit“. | 30853552 |                |
| Gutshof, Nr. 24 53° 3′ 13″ N, 11° 5′ 28″ O         | ehemaliger Friedhof mit Einfriedung | Umgeben ist die Kapelle von einem kleinen Kirchhof mit Grabmalen. | 30853532 | Weitere Bilder |

## Breselenz

### Gruppen baulicher Anlagen in Breselenz
| Lage                                                 | Bezeichnung                    | Beschreibung | ID       | Bild           |
| ---------------------------------------------------- | ------------------------------ | --- | -------- | -------------- |
| Ortsmitte 53° 2′ 21″ N, 11° 3′ 43″ O                 | St. Martinskirche mit Kirchhof | Die evangelische St. Martinskirche wird von einem großen begrünten Kirchhof umgeben, der ehemals als Friedhof genutzt wurde. | 30827075 | Weitere Bilder |
| Dorfstraße 15 und 13 (2A) 53° 2′ 16″ N, 11° 3′ 42″ O | Rundlingsdorf                  | Die Hofanlagen Dorfstraße 15 und 13 (2A) in Breselenz bilden den Überrest des alten Rundlingsdorfs - erkennbar ist dies an den sektorförmigen Hofparzellen und den darauf stehenden zum Dorfplatz giebelständig orientierten Gebäuden. Am ältesten ist das 1788 errichtete Dreiständerhaus der Hofanlage Dorfstraße 15. | 30827086 | BW             |
| Riemannstraße 5 und 7 53° 2′ 27″ N, 11° 3′ 38″ O     | Hofanlage                      | Die beiden Hofanlagen in Breselenz liegen westlich der Riemannstraße und besitzen jeweils ein giebelständiges Wohn-/Wirtschaftsgebäude aus dem Jahr 1852. | 30827106 | BW             |

### Einzeldenkmale in Breselenz
| Lage                                       | Bezeichnung                                | Beschreibung | ID       | Bild           |
| ------------------------------------------ | ------------------------------------------ | --- | -------- | -------------- |
| Dorfstraße 53° 2′ 21″ N, 11° 3′ 42″ O      | St. Martin-Kirche (Bauwerk)                | Ältere Innenausstattung wurde aus Vorgängerbau übernommen, z.B. spätgotischer Schnitzaltar und Kanzelkorb aus der Zeit um 1600. Der Neubau wurde errichtet durch Architekt Robert Friedrich Rhien in den Jahren 1859 bis 1860. | 30853217 | Weitere Bilder |
| Dorfstraße 53° 2′ 21″ N, 11° 3′ 43″ O      | Kirchhof                                   | Umgibt die Breselenzer Kirche. Ursprüngliche Nutzung als Friedhof. | 30853198 | BW             |
| Dorfstraße 2 A 53° 2′ 17″ N, 11° 3′ 43″ O  | Scheune                                    | Vierständerbau in Fachwerk mit Backsteinausfüllung, unter Satteldach. Toreinfahrt ausmittig im Westgiebel. Vollständig zu Wohnzwecken umgebaut. Errichtet 1801 (i). Ehemals Längsdurchfahrtsscheune der Hofanlage Dorfstraße 13. | 30853352 | BW             |
| Dorfstraße 15 53° 2′ 16″ N, 11° 3′ 41″ O   | Wohn-/Wirtschaftsgebäude                   | Dreiständerhaus von 1788; neben Nr. 13 ältestes bäuerliches Gebäude (jedoch später stark überformt). Zum Dorfplatz giebelständiges Dreiständerhaus in Fachwerk mit Backsteinausfachung; unter Satteldach mit Halbwalm und Uhlenloch am Wohngiebel; völlig zu Wohnzwecken ausgebaut. | 30853293 | BW             |
| Dorfstraße 15 53° 2′ 16″ N, 11° 3′ 42″ O   | Stall                                      | Langgestrecktes Gebäude, teils massiv in Backstein, teils als Fachwerkbau mit Backsteinausfachung unter hohlpfannengedecktem Satteldach. Ein Aufzugserker. Errichtet um 1900. | 39495757 | BW             |
| Dorfstraße 15 53° 2′ 15″ N, 11° 3′ 42″ O   | Scheune                                    | Fachwerkbau mit Backsteinausfachung unter Satteldach. Ausmittige Längsdurchfahrt. Errichtet in der zweiten Hälfte des 19. Jahrhunderts. | 39495823 | BW             |
| Dorfstraße 19 53° 2′ 18″ N, 11° 3′ 39″ O   | Wohn-/Wirtschaftsgebäude                   | Kleines giebelständig zum Dorfplatz stehendes Dreiständerhaus in Fachwerk mit Backsteinausfachung und unter ungleichhüftigem Satteldach; völlig zu Wohnzwecken ausgebaut. Errichtet 1734 (d). | 30853256 | BW             |
| Dorfstraße 23 53° 2′ 15″ N, 11° 3′ 36″ O   | Dannenbergischer Hof, Herrenhaus (Bauwerk) | Zweigeschossiger Fachwerkbau mit geschlämmten Backsteinausfachungen auf hohem Feldsteinsockel unter Walmdach mit Hohlpfannendeckung. Zwei kleine Schleppgauben in der nördlichen Dachfläche. Zweiflügelige Hauseingangstür mit vorgelegten Stufen aus der Erbauungszeit. Es handelt sich um das 1749 (i) für Jean Georg von Dannenberg erbaute Herrenhaus des ehemaligen Gutshofes, das später an die Grafen Grothe verkauft wurde. Ursprünglich von Graben umgeben. Ein Gutshof existiert heute nicht mehr, und seit der Trockenlegung der ehemals sumpfigen Umgebung werden die Gründungs-Eichenpfähle, auf denen das Gebäude steht, hinfällig. Das seit Jahren ungenutzte Gebäude ist dem Verfall preisgegeben, mittlerweile marode und akut einsturzgefährdet. | 30853238 | BW             |
| Meisterstraße 25 53° 2′ 30″ N, 11° 3′ 8″ O | Mühlengebäude                              | Altes Mühlenhaus der Krammühle; zweigeschossiger Fachwerkbau mit Backsteinausfachung, unter Satteldach. Errichtet 1698 (i). | 30852208 | BW             |
| Riemannstraße 5 53° 2′ 26″ N, 11° 3′ 38″ O | Wohn-/Wirtschaftsgebäude                   | Kleines giebelständiges Vierständerhaus in Fachwerk mit Backsteinausfachung und unter Satteldach in Hohlpfannendeckung. Errichtet 1852 (i). | 30852992 | BW             |
| Riemannstraße 7 53° 2′ 27″ N, 11° 3′ 38″ O | Wohn-/Wirtschaftsgebäude                   | Giebelständiges Vierständerhaus in Fachwerk mit Backsteinausfachung und unter Satteldach in Hohlpfannendeckung. Errichtet 1852 (i). | 30853141 | BW             |
| Schulstraße 1 53° 2′ 19″ N, 11° 3′ 46″ O   | Wohn-/Wirtschaftsgebäude                   | Vierständerhaus in Fachwerk mit Backsteinausfachung und unter Satteldach mit Halbwalm am Wohnende. Errichtet 1846 (i). | 30853123 | BW             |

### Ehemalige Einzeldenkmale in Breselenz
| Lage                                     | Bezeichnung              | Beschreibung | ID | Bild |
| ---------------------------------------- | ------------------------ | --- | -- | ---- |
| Ortsmitte 53° 2′ 20″ N, 11° 3′ 42″ O     | Denkmal                  | Denkmale für den Mathematiker Bernhard Riemann, der hier in Breselenz geboren wurde.                                                             |    | BW   |
| Dorfstraße 11 53° 2′ 18″ N, 11° 3′ 41″ O | Wohn-/Wirtschaftsgebäude | Das heutige Wohnhaus entstand durch Umbau der ehemaligen Längsscheune des Hofes Nr. 13, welche 1801 in Vierständerbauweise errichtet worden war. |    | BW   |
| Dorfstraße 13 53° 2′ 17″ N, 11° 3′ 41″ O | Wohn-/Wirtschaftsgebäude | Dreiständerhaus von 1770; ältestes bäuerliches Gebäude des Dorfes (jedoch später stark überformt).                                               |    | BW   |
| Dorfstraße 14 53° 2′ 21″ N, 11° 3′ 35″ O | Hofanlage                | |    | BW   |
| Dorfstraße 16 53° 2′ 20″ N, 11° 3′ 34″ O | Hofanlage                | |    |      |

## Breustian

### Einzeldenkmale in Breustian
| Lage                                      | Bezeichnung               | Beschreibung | ID       | Bild |
| ----------------------------------------- | ------------------------- | --- | -------- | ---- |
| Breustian Nr. 1 53° 2′ 3″ N, 11° 2′ 4″ O  | Wohn-/Wirtschaftsgebäude  | Vierständerhaus in Fachwerk mit Backsteinausfachung und unter Satteldach; Halbwalm mit Uhlenloch am Wohngiebel. Errichtet 1844 (i).                                     | 30853652 | BW   |
| Breustian Nr. 4 53° 1′ 59″ N, 11° 2′ 5″ O | Wohn-/Wirtschaftsgebäude  | Giebelständiger Vierständerbau in Fachwerk mit Backsteinausfachung, unter Satteldach. Wohnteil verlängert. Errichtet 1822 (i).                                          | 39496069 | BW   |
| Breustian Nr. 6 53° 2′ 6″ N, 11° 1′ 57″ O | Wohnhaus der Wassermühle, | Eingeschossiger Fachwerkbau mit Backsteinausfachung, unter Krüppelwalmdach in Schieferdeckung: großes Zwerchhaus in der straßenseitigen Dachfläche. Errichtet 1891 (i). | 30853051 | BW   |

### Ehemalige Einzeldenkmale in Breustian
| Lage                            | Bezeichnung                  | Beschreibung | ID | Bild |
| ------------------------------- | ---------------------------- | ------------ | -- | ---- |
| Nr. 2 53° 2′ 1″ N, 11° 2′ 7″ O  | Wohn- und Wirtschaftsgebäude |              |    | BW   |
| Nr. 3 53° 1′ 56″ N, 11° 2′ 6″ O | Wohn- und Wirtschaftsgebäude |              |    | BW   |

## Langenhorst

### Einzeldenkmale in Langenhorst
| Lage                                         | Bezeichnung              | Beschreibung | ID       | Bild |
| -------------------------------------------- | ------------------------ | --- | -------- | ---- |
| Langenhorst Nr. 1 53° 2′ 37″ N, 11° 7′ 4″ O  | Wohn-/Wirtschaftsgebäude | Dreiständerhaus in Fachwerk mit Backsteinausfachung und unter Halbwalmdach in Hohlpfannendeckung; Kübbung im Osten. Errichtet 1805 (i). | 30852822 |      |
| Langenhorst Nr. 4 53° 2′ 37″ N, 11° 7′ 8″ O  | Wohn-/Wirtschaftsgebäude | Vierständerhaus in Fachwerk mit Backsteinausfachung; unter Satteldach; Halbwalm am Wohngiebel. Errichtet 1806 (i). | 30852804 | BW   |
| Langenhorst Nr. 5 53° 2′ 36″ N, 11° 7′ 6″ O  | Wohnhaus                 | Eingeschossiges Ziegelfachwerk-Wohnhaus von 1911; in dieser Landschaft selten. Eingeschossiger Fachwerkbau mit Backsteinausfachung, bestehend aus einem giebelständigen und einem traufständigen Teil mit annähernd gleicher Trauf- und Firsthöhe; Satteldächer in Schieferdeckung. Vor der Südwestfassade befindet sich ein zeitgenössischer schmiedeeiserner Zaun. | 30852785 |      |
| Langenhorst Nr. 6 53° 2′ 34″ N, 11° 7′ 4″ O  | Wohn-/Wirtschaftsgebäude | Langgestrecktes Vierständerhaus in Fachwerk mit Backsteinausfachung und unter Krüppelwalmdach in Schieferdeckung. Errichtet 1883 (i). | 30852764 |      |
| Langenhorst Nr. 11 53° 2′ 36″ N, 11° 7′ 3″ O | Wohn-/Wirtschaftsgebäude | Giebelständiges Dreiständerhaus in Fachwerk mit Backsteinausfachung und unter ungleichhüftigem Halbwalmdach; Kübbung an der Südostseite. Errichtet 1775 (i), heute überformt/renoviert. | 30852743 |      |

### Ehemaliges Einzeldenkmal in Langenhorst
| Lage                             | Bezeichnung  | Beschreibung                   | ID | Bild |
| -------------------------------- | ------------ | ------------------------------ | -- | ---- |
| Nr. 11 53° 2′ 36″ N, 11° 7′ 2″ O | Längsscheune | Vierständerbauweise, von 1882. |    | BW   |

## Mehlfien
Melhfien liegt etwa 8 Kilometer südwestlich von Dannenberg (Elbe) am Rand des Hohen Drawehn. Im Jahre 1680 gab es auf dem Gebiet des Dorfes vier wüste Höfe. Erst am Beginn des 19. Jahrhunderts wurde der Ort wieder besiedelt. Das Dorf hat die Struktur eines Rundlings mit einem Dorfplatz, die Höfe um dem Platz sind meistens neueren Datums.

### Gruppen baulicher Anlagen in Mehlfien
| Lage                                      | Bezeichnung | Beschreibung | ID       | Bild |
| ----------------------------------------- | ----------- | --- | -------- | ---- |
| Mehlfien Nr. 2 53° 2′ 39″ N, 11° 0′ 37″ O | Hofanlage   | Bestehend aus einem Wohn-/Wirtschaftsgebäude von 1810, einem das Grundstück nach Westen abschließenden Stall der Zeit um 1900 und einer nördlich gelegenen Querscheune von 1912. | 30827136 | BW   |

### Einzeldenkmale in Mehlfien
| Lage                                      | Bezeichnung              | Beschreibung | ID       | Bild |
| ----------------------------------------- | ------------------------ | --- | -------- | ---- |
| Mehlfien Nr. 2 53° 2′ 38″ N, 11° 0′ 37″ O | Wohn-/Wirtschaftsgebäude | Das Haupthaus des Hofes wurde 1810 erbaut, das Vorgängergebäude war abgebrannt. Es ist ein Fachwerkhaus in Vierständerbauweise. | 30852703 | BW   |
| Mehlfien Nr. 2 53° 2′ 39″ N, 11° 0′ 38″ O | Scheune                  | Langgestreckter Fachwerkbau mit Backsteinausfachung unter Satteldach; mit zwei Querdurchfahrten. Erbaut 1912.                   | 30852687 | BW   |
| Mehlfien Nr. 2 53° 2′ 39″ N, 11° 0′ 36″ O | Stall                    | Langgestreckter Backsteinbau unter hohlpfannengedecktem Satteldach. Mit Aufzugserker. Errichtet um 1900.                        | 36923416 | BW   |

## Platenlaase
Platenlaase liegt etwa sieben Kilometer südlich von Dannenberg und ein Kilometer südlich von Jameln. Der Ort liegt direkt an der B 248. Östlich des Ortes befand sich die Bahnstrecke Salzwedel–Dannenberg, ebenfalls östlich befindet sich die Alte Jeetzel. Ursprünglich war Platenlaase ein Rundling, dieser brannte aber im Jahre 1802 ab. Das Dorf wurde als Reihendorf an der damaligen Poststraße, der heutigen B 248 wieder aufgebaut, wobei Teile des Rundlings erhalten geblieben sind.

### Gruppen baulicher Anlagen in Platenlaase
| Lage                                        | Bezeichnung | Beschreibung | ID       | Bild |
| ------------------------------------------- | ----------- | --- | -------- | ---- |
| Platenlaase Nr. 4 53° 2′ 1″ N, 11° 4′ 54″ O | Hofanlage   | Die Platenlaase Nr. 4 besteht aus einem giebelständig zum Dorfplatz stehenden Wohn-/Wirtschaftsgebäude von 1815 und einer etwas jüngeren Längsdurchfahrtsscheune im rückwärtigen Grundstücksbereich. | 30827156 | BW   |

### Einzeldenkmale in Platenlaase
| Lage                                          | Bezeichnung              | Beschreibung | ID       | Bild |
| --------------------------------------------- | ------------------------ | --- | -------- | ---- |
| Platenlaase Nr. 3 53° 1′ 58″ N, 11° 4′ 52″ O  | Wohn-/Wirtschaftsgebäude | Giebelständiges Vierständerhaus in Fachwerk mit Backsteinausfachung; unter Satteldach. Errichtet in der ersten Hälfte des 19. Jahrhunderts.                | 30852626 | BW   |
| Platenlaase Nr. 4 53° 1′ 59″ N, 11° 4′ 54″ O  | Wohn-/Wirtschaftsgebäude | Giebelständiges Vierständerhaus mit geschlämmten Backsteinausfachungen unter Satteldach in Faserzementrautendeckung. Errichtet 1815(i).                    | 30852605 | BW   |
| Platenlaase Nr. 4 53° 2′ 1″ N, 11° 4′ 53″ O   | Scheune                  | Fachwerkbau mit teils Backsteinausfachung teils Lehmstakung mit ausmittiger Längsdurchfahrt unter Satteldach. Errichtet in der Mitte des 19. Jahrhunderts. | 30852584 | BW   |
| Platenlaase Nr. 10 53° 1′ 57″ N, 11° 4′ 54″ O | Wohnhaus                 | Zweigeschossiger Fachwerkbau mit Backsteinausfachung unter Walmdach in Falzziegeldeckung; 1936 (i) einem älteren Hallenhaus vorgebaut.                     | 30852566 | BW   |
| Platenlaase Nr. 13 53° 1′ 54″ N, 11° 4′ 58″ O | Wohn-/Wirtschaftsgebäude | Traufständiges langgestrecktes Vierständerhaus in Fachwerk mit Backsteinausfachung und unter Satteldach in Schieferdeckung. Errichtet 1878 (i).            | 30852548 | BW   |

### Ehemalige Einzeldenkmale in Platenlaase
| Lage                             | Bezeichnung                  | Beschreibung                                               | ID | Bild |
| -------------------------------- | ---------------------------- | ---------------------------------------------------------- | -- | ---- |
| Nr. 1 53° 1′ 55″ N, 11° 4′ 53″ O | Wohn- und Wirtschaftsgebäude |                                                            |    | BW   |
| Nr. 1 53° 1′ 55″ N, 11° 4′ 53″ O | Längsscheune                 | abgerissen, eine zweite Scheune wurde ebenfalls abgerissen |    | BW   |
| Nr. 6 53° 2′ 0″ N, 11° 4′ 56″ O  | Wohn-/Wirtschaftsgebäude     |                                                            |    | BW   |
| Nr. 8 53° 1′ 59″ N, 11° 4′ 57″ O | Wohn-/Wirtschaftsgebäude     |                                                            |    | BW   |

## Teichlosen

### Gruppen baulicher Anlagen in Teichlosen
| Lage                                        | Bezeichnung | Beschreibung | ID       | Bild |
| ------------------------------------------- | ----------- | --- | -------- | ---- |
| Teichlosen Nr. 13 53° 2′ 3″ N, 11° 1′ 17″ O | Hofanlage   | Teichlosen Nr. 13 besteht aus einem Wohn-/Wirtschaftsgebäude von 1845, einer südlich davon platzierten Scheune von 1848 und einem westlich hiervon gelegenen langen Stallgebäude der Zeit um 1900. Der mittige Wirtschaftshof ist mit Feldsteinen gepflastert, auf der Hofanlage gibt es zudem alten Baumbestand. | 30827177 | BW   |

### Einzeldenkmale in Teichlosen
| Lage                             | Bezeichnung                  | Beschreibung | ID       | Bild |
| -------------------------------- | ---------------------------- | --- | -------- | ---- |
| Nr. 2 53° 2′ 9″ N, 11° 1′ 28″ O  | Wohn- und Wirtschaftsgebäude | | 30852529 | BW   |
| Nr. 9 53° 2′ 10″ N, 11° 1′ 26″ O | Wohn-/Wirtschaftsgebäude     | Giebelständiges Vierständerhaus in Fachwerk mit Backsteinausfachung und unter Satteldach in Hohlpfannendeckung, mit Halbwalm am Wohnende. Errichtet 1847 (i).                                                       | 30852475 | BW   |
| Nr. 13 53° 2′ 4″ N, 11° 1′ 17″ O | Wohn-/Wirtschaftsgebäude     | Großes Vierständerhaus in Fachwerk mit Backsteinausfachung; unter Satteldach und mit Krüppelwalm am Wohngiebel. Errichtet 1845 (i).                                                                                 | 30852456 | BW   |
| Nr. 13 53° 2′ 4″ N, 11° 1′ 16″ O | Stall                        | Langgestrecktes Gebäude aus zwei Teilen (Fachwerk mit Backsteinausfachung / Backsteinmauerwerk), unter Satteldach mit Hohlpfannendeckung, zwei Dacherker hofseitig. Errichtet westlich des Hauptgebäudes um 1900.   | 35805081 | BW   |
| Nr. 13 53° 2′ 3″ N, 11° 1′ 18″ O | Scheune                      | Zwei aneinandergebaute Fachwerkgebäude mit Backsteinausfachung; unter Satteldächern mit verschiedenen Deckungen. Ein Giebel mit ausmittigem Einfahrtstor, am anderen Giebel zwei Einfahrtstore. Errichtet 1848 (i). | 39503689 | BW   |

### Ehemalige Einzeldenkmale in Teichlosen
| Lage                            | Bezeichnung                  | Beschreibung | ID | Bild |
| ------------------------------- | ---------------------------- | ------------ | -- | ---- |
| Nr. 3 53° 2′ 7″ N, 11° 1′ 26″ O | Wohn- und Wirtschaftsgebäude |              |    | BW   |
| Nr. 6 53° 2′ 8″ N, 11° 1′ 20″ O | Wohn- und Wirtschaftsgebäude |              |    | BW   |

## Volkfien

### Gruppen baulicher Anlagen in Volkfien
| Lage                                      | Bezeichnung | Beschreibung | ID       | Bild |
| ----------------------------------------- | ----------- | --- | -------- | ---- |
| Volkfien Nr. 3 53° 2′ 36″ N, 11° 1′ 55″ O | Hofanlage   | Bestehend aus einem Wohn-/Wirtschaftsgebäude von 1879 sowie zwei Nebengebäuden (Scheune und Stall) der Zeit um 1900. Letzter erhaltener Rundlingshof von Volkfien. | 30827187 | BW   |

### Einzeldenkmale in Volkfien
| Lage                                      | Bezeichnung              | Beschreibung | ID       | Bild |
| ----------------------------------------- | ------------------------ | --- | -------- | ---- |
| Volkfien Nr. 3 53° 2′ 36″ N, 11° 1′ 56″ O | Wohn-/Wirtschaftsgebäude | Zum Dorfplatz giebelständiges Vierständerhaus in Fachwerk mit Backsteinausfachung und unter Satteldach in unterschiedlichen Deckungen und Halbwalm am Wohngiebel. Errichtet 1879 (i).                                  | 30852437 | BW   |
| Volkfien Nr. 3 53° 2′ 35″ N, 11° 1′ 54″ O | Scheune                  | Fachwerkgebäude mit Backsteinausfachung unter Satteldach; mit Quereinfahrt. Errichtet um 1900. | 39504099 | BW   |
| Volkfien Nr. 3 53° 2′ 36″ N, 11° 1′ 55″ O | Stall                    | Stallgebäude in Fachwerk mit Backsteinausfachung sowie teilweise massiv in Backstein, unter hohlpfannengedecktem Satteldach. Errichtet um 1900.                                                                        | 39504163 | BW   |
| Volkfien Nr. 4 53° 2′ 36″ N, 11° 1′ 54″ O | Wohn-/Wirtschaftsgebäude | Zum Dorfplatz giebelständiges Vierständerhaus in Fachwerk mit Backsteinausfachung; unter Satteldach mit Halbwalm am Wohnende. Errichtet 1830 (i).                                                                      | 30852419 | BW   |
| Volkfien Nr. 7 53° 2′ 29″ N, 11° 2′ 13″ O | Mühlengebäude            | Eingeschossiger Fachwerkbau mit Backsteinausfachung, über hohem Sockelgeschoss in Backsteinmauerwerk und unter Satteldach in Krempziegeldeckung; Wasserrad nicht mehr vorhanden. Errichtet Mitte des 19. Jahrhunderts. | 30852401 | BW   |

## Wibbese
Wibbese liegt etwa sechs Kilometer westlich von Jameln und etwa zwölf Kilometer südwestlich von Dannenberg. Der Ort wurde bei einem Brand im Jahre 1874 zerstört und danach wieder aufgebaut. Die Straße durch den Ort wurde dabei neu angelegt. Das Ortsbild wird von diesem Wiederaufbau geprägt.

### Gruppen baulicher Anlagen in Wibbese
| Lage                                       | Bezeichnung | Beschreibung | ID       | Bild |
| ------------------------------------------ | ----------- | --- | -------- | ---- |
| In Wibbese Nr. 15 53° 3′ 6″ N, 11° 0′ 5″ O | Hofanlage   | Bestehend aus einem Wohn-/Wirtschaftsgebäude von 1875 und zwei Nebengebäuden, einer Scheune aus der zweiten Hälfte des 19. Jahrhunderts und einem Stall von etwa 1900. | 35805922 | BW   |

### Einzeldenkmale in Wibbese
| Lage                                       | Bezeichnung              | Beschreibung | ID       | Bild           |
| ------------------------------------------ | ------------------------ | --- | -------- | -------------- |
| In Wibbese 53° 3′ 6″ N, 10° 59′ 59″ O      | Kapelle (Bauwerk)        | Schlichter Saalbau in Backsteinmauerwerk und unter Satteldach in Hohlpfannendeckung; eingezogene Apsis unter Walmdach; gedrungener quadratischer Westturm unter Pyramidendach in Hohlpfannendeckung. Errichtet 1930/31 als Ersatz für den durch Brand 1874 beschädigten Vorgängerbau. | 30852344 | Weitere Bilder |
| In Wibbese Nr. 15 53° 3′ 6″ N, 11° 0′ 5″ O | Wohn-/Wirtschaftsgebäude | Nach dem Brand im Jahre 1874 wurde das Wohn- und Wirtschaftsgebäude als Hallenhaus wieder aufgebaut. Vierständerhaus in Fachwerk mit Backsteinausfachung; unter Halbwalmdach. Errichtet 1875 (i).                                                                                     | 30852363 | BW             |
| In Wibbese Nr. 15 53° 3′ 6″ N, 11° 0′ 5″ O | Scheune                  | Fachwerkbau mit Backsteinausfachung unter hohlpfannengedecktem Satteldach. Querdurchfahrt. Errichtet in der zweiten Hälfte des 19. Jahrhunderts. | 35805937 | BW             |
| In Wibbese Nr. 15 53° 3′ 6″ N, 11° 0′ 6″ O | Stall                    | Langgestreckter Backsteinbau unter hohlpfannengedecktem Satteldach. Zwei Aufzugserker. Errichtet um 1900. | 35805958 | BW             |

### Ehemaliges Einzeldenkmal in Wibbese
| Lage                             | Bezeichnung                  | Beschreibung                                                                                         | ID | Bild |
| -------------------------------- | ---------------------------- | --- | -- | ---- |
| Nr. 13 53° 3′ 10″ N, 11° 0′ 4″ O | Wohn- und Wirtschaftsgebäude | Nach dem Brand im Jahre 1874 wurde das Wohn- und Wirtschaftsgebäude als Hallenhaus wieder aufgebaut. |    | BW   |